# Homolepis aturensis
Homolepis aturensis là một loài thực vật có hoa trong họ Hòa thảo. Loài này được (Kunth) Chase mô tả khoa học đầu tiên năm 1911.